# Chiesa di Notre-Dame-en-Saint-Melaine
Notre-Dame-en-Saint-Melaine è una chiesa abbaziale francese situata a Rennes, nel prolungamento della rue Saint-Melaine nella parte nord-est del centro della città medievale.
Il santuario è dedicato a san Melanio, primo vescovo importante della diocesi di Rennes, che morì nel VI secolo; la sua salma è inumata sulla collina del Champ du Repos a Rennes, ove fu eretta l'abbazia di San Melanio.
La chiesa funse da cattedrale durante la prima metà del XIX secolo: tra il 1803 e il 1844, la cattedrale di San Pietro di Rennes, volontariamente demolita alla fine del XVIII secolo e non ancora ricostruita, non era più utilizzabile come cattedrale né come santuario. Étienne Célestin Enoch, vescovo di Rennes, decise quindi di porre provvisoriamente la sede episcopale di Rennes nella chiesa abbaziale di Notre-Dame-en-Saint-Melaine, che divenne così procattedrale (cattedrale provvisoria).
Notre-Dame-en-Saint-Melaine si presenta oggi come un edificio di stile composito romanico e gotico, dietro una torre campanaria classica e neoclassica. La pianta è a croce latina.
Dal 2013 la chiesa è classificata fra i monumenti storici di Francia.

## Storia
La chiesa originaria fu costruita sulla tomba di san Melanio, vescovo di Rennes, tra la fine del V secolo e l'inizio del VI. Essa andò distrutta dal fuoco e ricostruita due volte, nel VII e X secolo.
I monaci, costretti ad andarsene, fuggirono portandosi dietro il corpo del santo all’abbazia di Reuilly.
Goffredo il Bastardo, conte Rennes, volle ricostruire l'abbazia e la chiesa verso la metà dell'XI secolo.
Gervasio, abate di San Melanio condusse la costruzione della chiesa romanica (1081-1109), alcune parti della quale sono rimaste fino ai nostri giorni: si tratta del transetto e delle basi della torre campanaria.
Nella prima metà del XIII secolo il quadrato del transetto fu coperto con una volta d'ogiva il cui inizio è ancora visibile. Nel XIV secolo furono rifatte le arcate della navata e le finestre alte, così come il coro. Nel 1432 la torre campanaria fu ricostruita su basi romaniche.
Il 21 agosto 1627 s'installarono a San Melanio i mauristi ed fecero fare pesanti modifiche. Nel 1676, sotto l'abbaziato di Jean d'Estrades la facciata del campanile fu interamente rifatta in calcare scolpito, opera dell'atelier di Corbineau, celebre scultore di retabli di Laval, che realizzò anche, nel 1683, un nuovo chiostro; le colonne del precedente, risalente all'XI secolo, sono conservate nel Museo di Bretagna.
Nel 1791 la chiesa abbaziale divenne parrocchiale, essendo stata soppressa l'abbazia. Essa fu eretta a procattedrale dal 1803 al 1844 sotto il nome di San Pietro, durante la ricostruzione della cattedrale omonima, crollata nel XVIII secolo; tornò a essere chiesa parrocchiale a partire dal 1844 con il nome di Nostra Signora (oggi "Notre-Dame-en-Saint-Melaine").
Il parroco Meslé decise di abbellire la chiesa e fare della sua sommità il punto più alto di Rennes, visibile da tutta la città. Nel 1855 la torre campanaria fu innalzata di un piano supplementare dall'architetto Jacques Marie Mellet, e fu coronata da una statua della Vergine in piombo dorato, opera dell'atelier dell'abate Choyer ad Angers.
Meslé dotò la chiesa anche di un buffet d'organo realizzato da Jean-Baptiste Clauss, e di una via Crucis dipinta in quattordici formelle realizzate in stile classico.
La chiesa fu danneggiata durante la seconda guerra mondiale e poi restaurata durante gli anni sessanta.
La chiesa è stata oggetto dell'iscrizione nel registro dei monumenti storici di Francia dal 14 ottobre 1926 trasformata in classificazione con decreto del 2 luglio 2013.

## Architettura

### Esterno
La facciata del campanile perfettamente simmetrica è in uno stato molto buono. Essa ha tale aspetto dal 1676. Bei mazzi di fiori ornano le scene paradisiache e dappertutto una moltitudine di cherubini attorniano un monaco che porta una croce, rappresentante certamente san Melanio in una veduta allegorica.

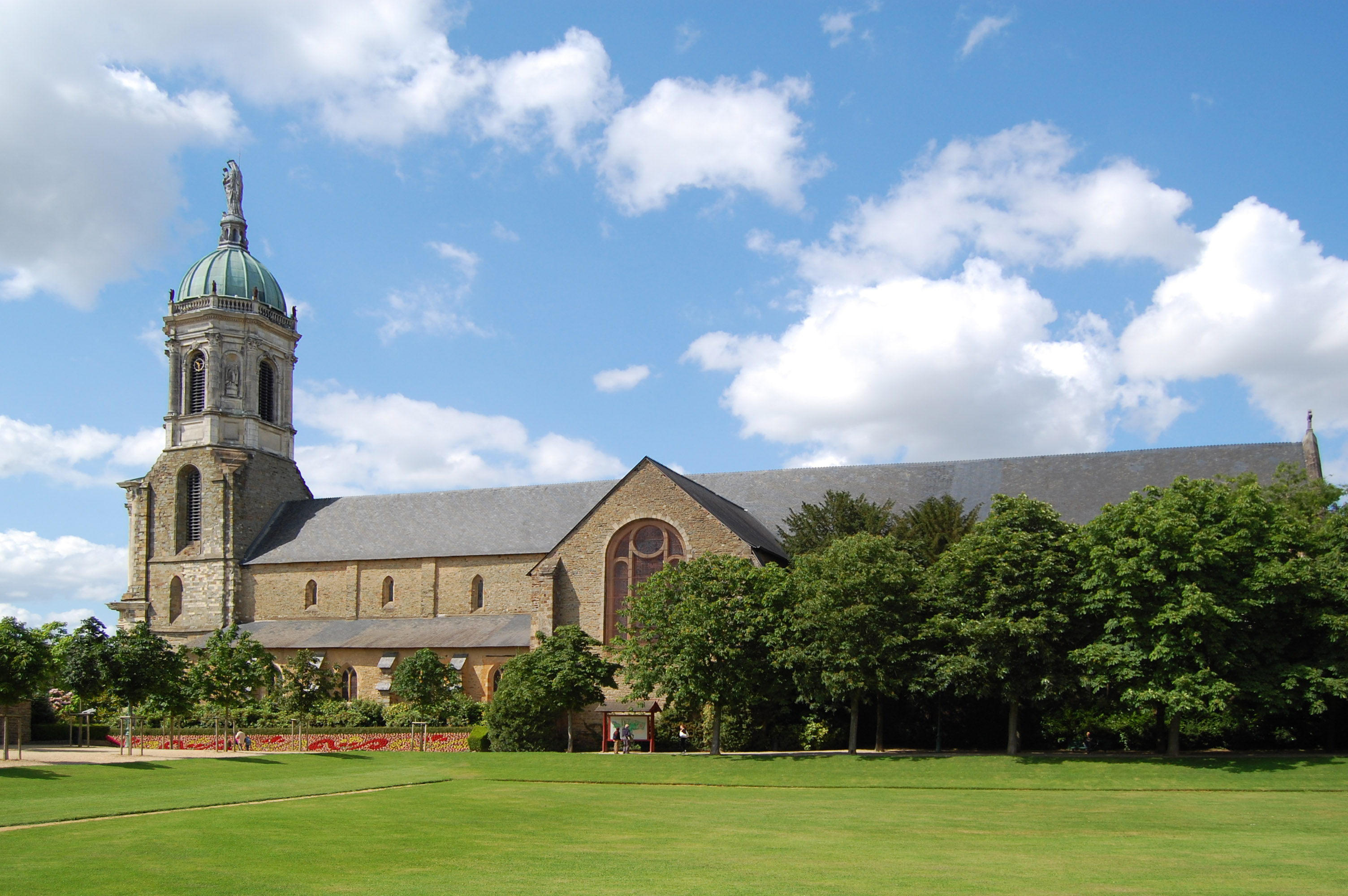
La chiesa di N.D en St-Melaine
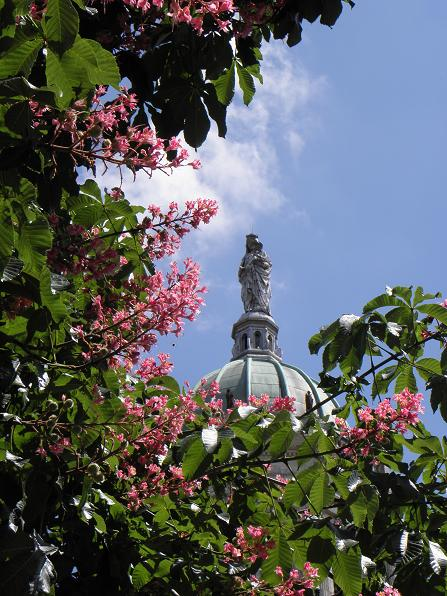
Vergine dorata della torre
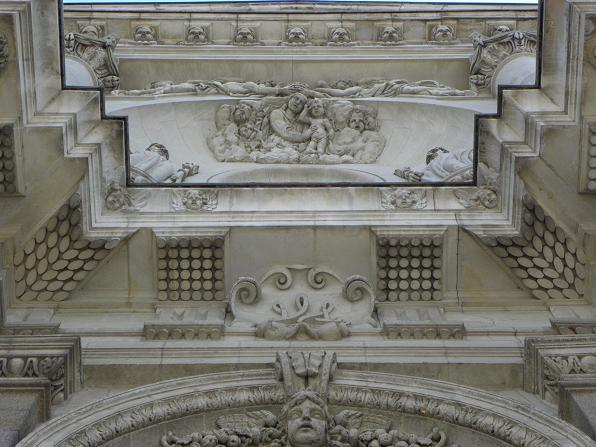
Sculture della torre

### Interno

#### Le vetrate
Antiche vetrate dell'edificio andarono distrutte nel corso della seconda guerra mondiale, durante il bombardamento della città, il 29 maggio 1943. Le vetrate distrutte sono state sostituite da semplici vetrate colorate negli anni cinquanta.
La grande zona del transetto sud è ornata da una vetrata di otto metri di altezza e quattro di larghezza, evocante La traslazione delle spoglie del santo vescovo Melanio, che giungono alle porte della città di Rennes attraverso la Vilaine mentre laici e clero si prosternano al loro passaggio. Essa è accompagnata dall'iscrizione: "Corpus Melani Rhedonas Honorifica DXXX" (Il corpo di san Melanio onorato dagli abitanti di Rennes nel 530).
Questa grande vetrata è opera dell'atelier dei fratelli Paul e André Rault - "Les Maîtres Verriers Bretons" et "Vitraux d'Art E. Rault", installata a Place Hoche a Rennes. Su consiglio dello storico di Rennes Paul Banéat il disegno del modello è stato realizzato da Marguerite Maugé, attiva collaboratrice dell'atelier Rault.
Installata nel 1942, la vetrata fu danneggiata l'anno successivo dai bombardamenti il cui spostamento d'aria danneggiò la parte alta della zona del transetto. Dopo sistemazioni provvisorie per mascherare i danni, durate 46 anni, la città di Rennes ne intraprese il restauro, che fu realizzato sotto la direzione di Frédéric Rault: l'opera terminata fu benedetta durante la festa di san Melanio nel 1988 ed è considerata un capolavoro dell'atelier Rault, captante attraverso i vetri colorati la luce del mezzodì.

#### Affreschi murali
- Un dipinto murale del XV secolo rappresentante il battesimo di Cristo si trova nel transetto sud;
- Un altro, del XX secolo, di André Mériel-Bussy (1902-1985) è visibile nella parte nord del transetto. Esso è oggetto di classificazione di monumento storico di Francia dal 1º luglio 1960[1].

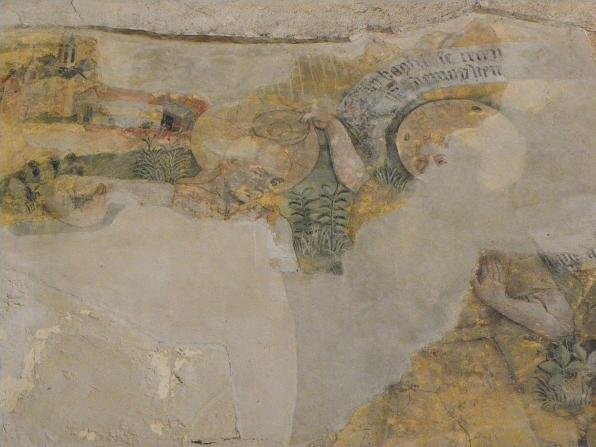
Affresco del battesimo di Cristo
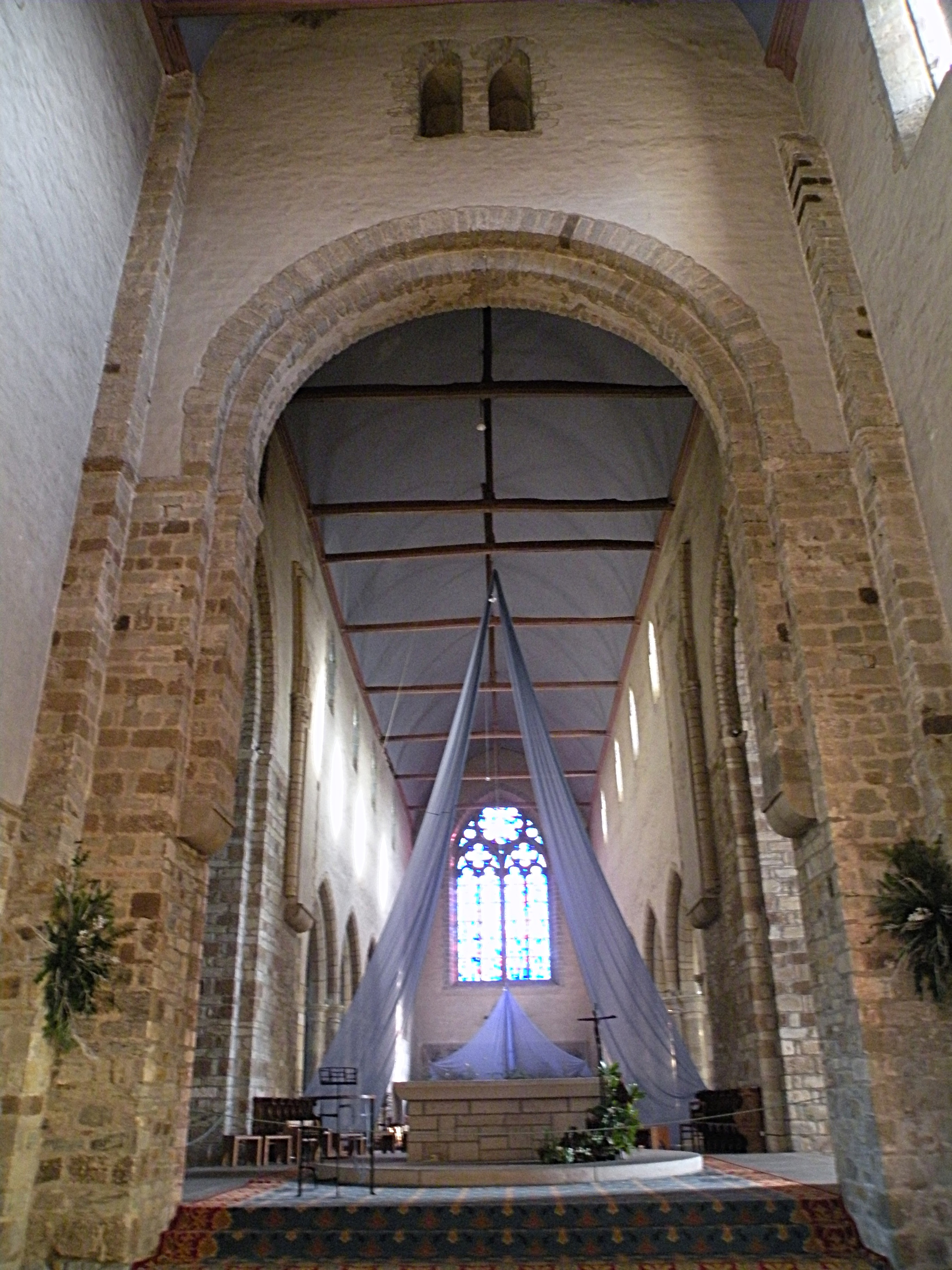
Transetto e coro della chiesa di N.D. en Saint-Melaine

### Organi
La chiesa è dotata di due organi:

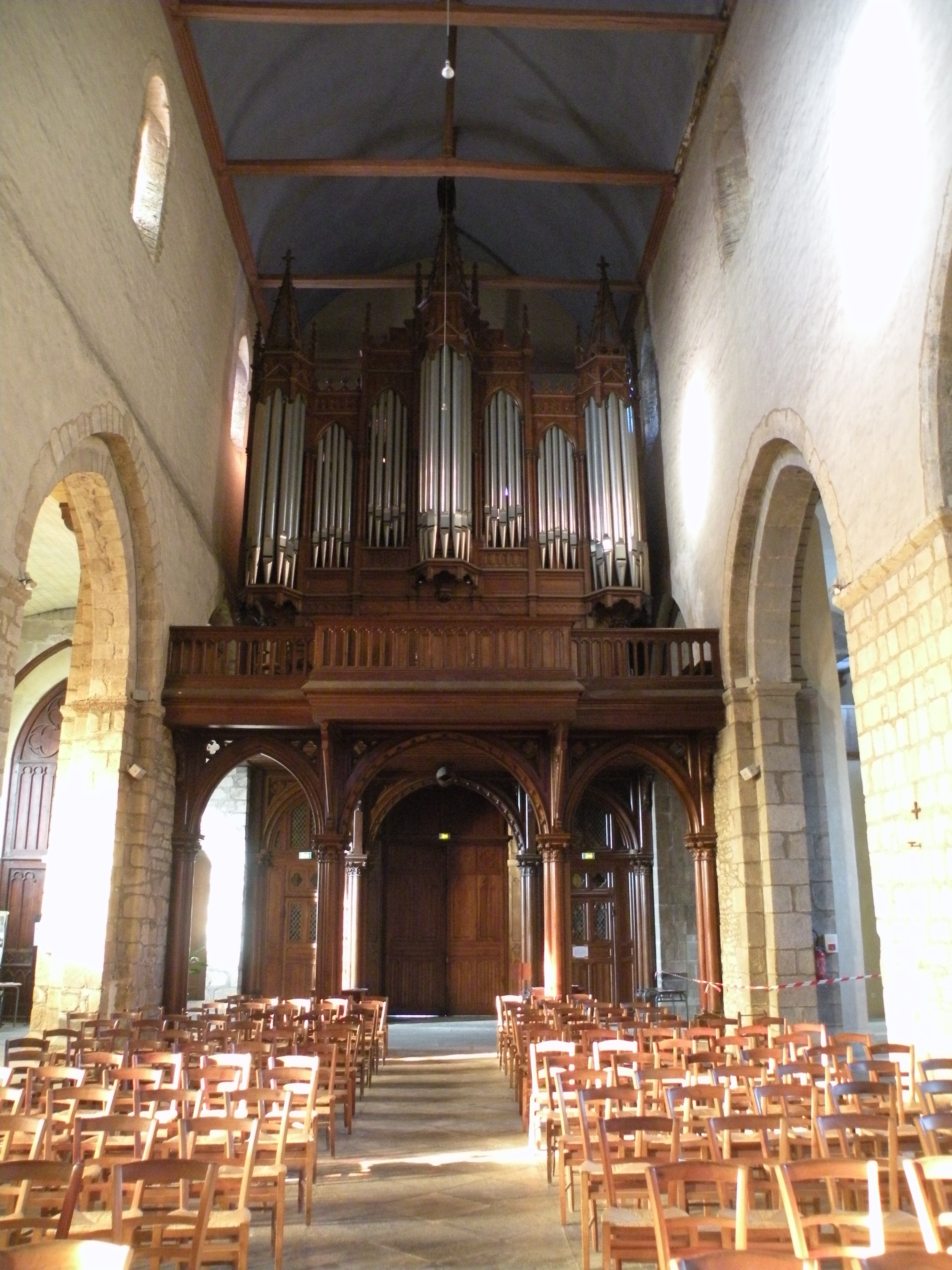
Grandi organi Claus.

- Il Grand orgue Claus del 1879, con 3 tre tastiere manuali e una pedaliera e 40 giochi
- L'organo del transetto: organo Cavaillé-Coll 1874. Antico organo della cappella dei Carmelitani lasciato il 28 febbraio 1874. È costituito da 2 tastiere manuali e una pedaliera e ha 12 giochi.

## L'abbazia di san Melanio
San Melanio avrebbe avuto un importante ruolo presso Clodoveo I, del quale sarebbe divenuto consigliere. Alla sua morte, tra il 529 e il 549, la barca che trasportava il suo corpo, si sarebbe arenata a Rennes, ove la salma fu inumata nel cimitero Vicus Christianorum, a nord-est della città. Verso il 550 sul luogo della sua sepoltura sarebbe stato eretto un monastero. Un nuovo edificio fu consacrato dal vescovo di Rennes, Dutioterus il 15 maggio 630. Si trova traccia di un abate di San Melanio, Bertulphe, che ha partecipato al Concilio di Chalon del 647/653.
All'epoca dell'invasione dei vichinghi, l'abbazia fu distrutta e le reliquie salvate a Preuilly-sur-Claise in Turenna. L'abbazia rimase abbandonata fin verso il 937. I vescovi di Rennes si appropriarono della parte temporale dell'abbazia e quando il vescovo di Rennes, Thébaut costituì la dote alle sue figlie smembrando la diocesi, si ritirò a San Melanio designando quale successore il figlio Gauthier, che a sua volta, quando si ritirò come abate, lasciò l'episcopato di Rennes al figlio Garin.
San Melanio fu infine riformata a partire dal 1058 da parte di Even (morto nel 1081), dell'abbazia di Saint-Florent de Saumur, che fu abate per 23 anni e che divenne vescovo di Dol, e del suo successore Gervasio (morto nel 1109). Dall'inizio del XVI secolo l'abbazia ebbe abati commendatari e al momento del crollo della cattedrale di Rennes, i monaci benedettini si opposero per due volte (1740 e 1770) all'installazione della sede episcopale a San Melanio. L'abbazia fu finalmente riunita alla diocesi di Rennes dal vescovo François Bareau de Girac nel 1775
I chiostri dell'XI secolo e del XVII,gli alloggiamenti abbaziali, gli edifici conventuali e il giardino sono stati conservati.

Galleria rimanente (ovest) del chiostro
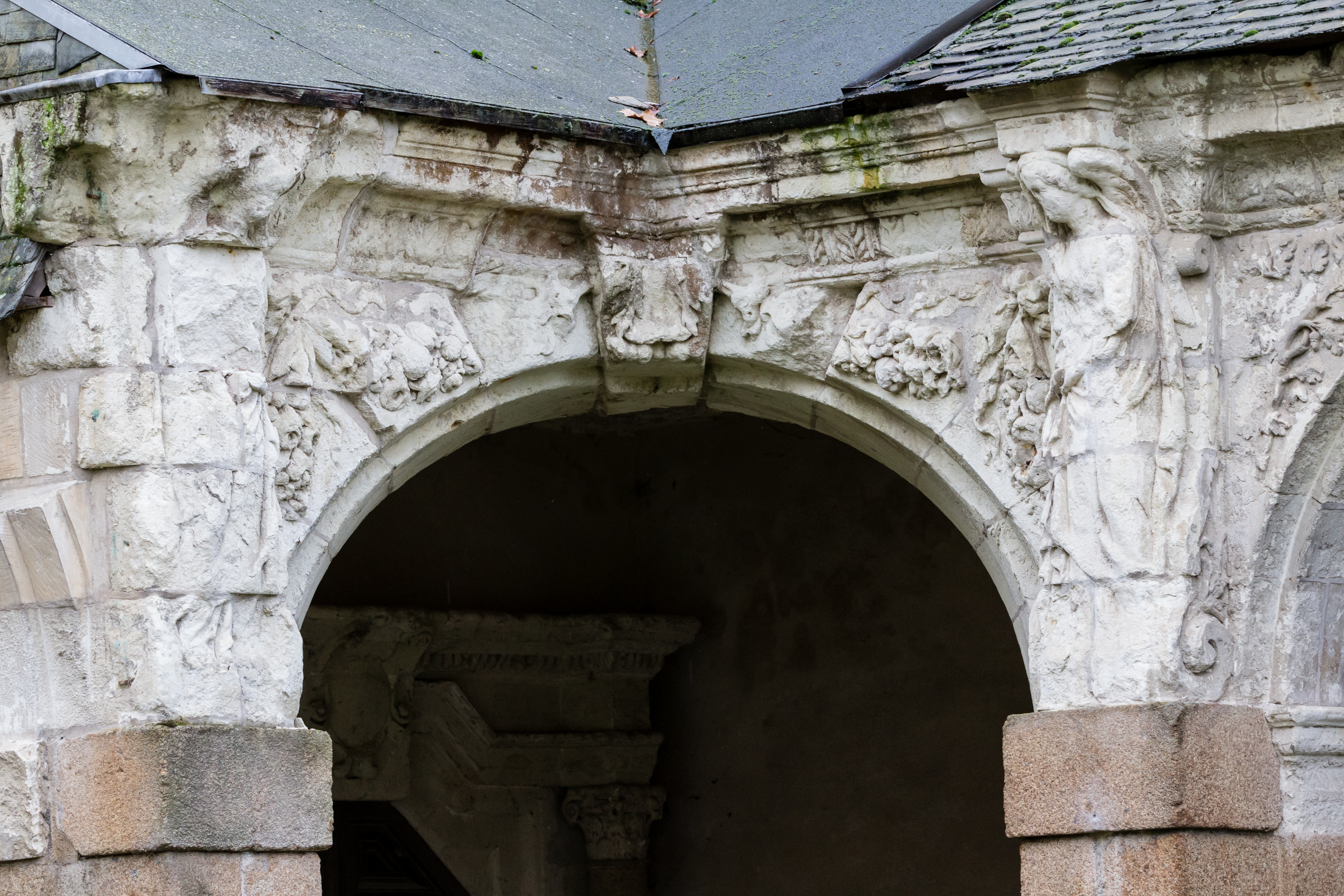
Angolo sud-ouest
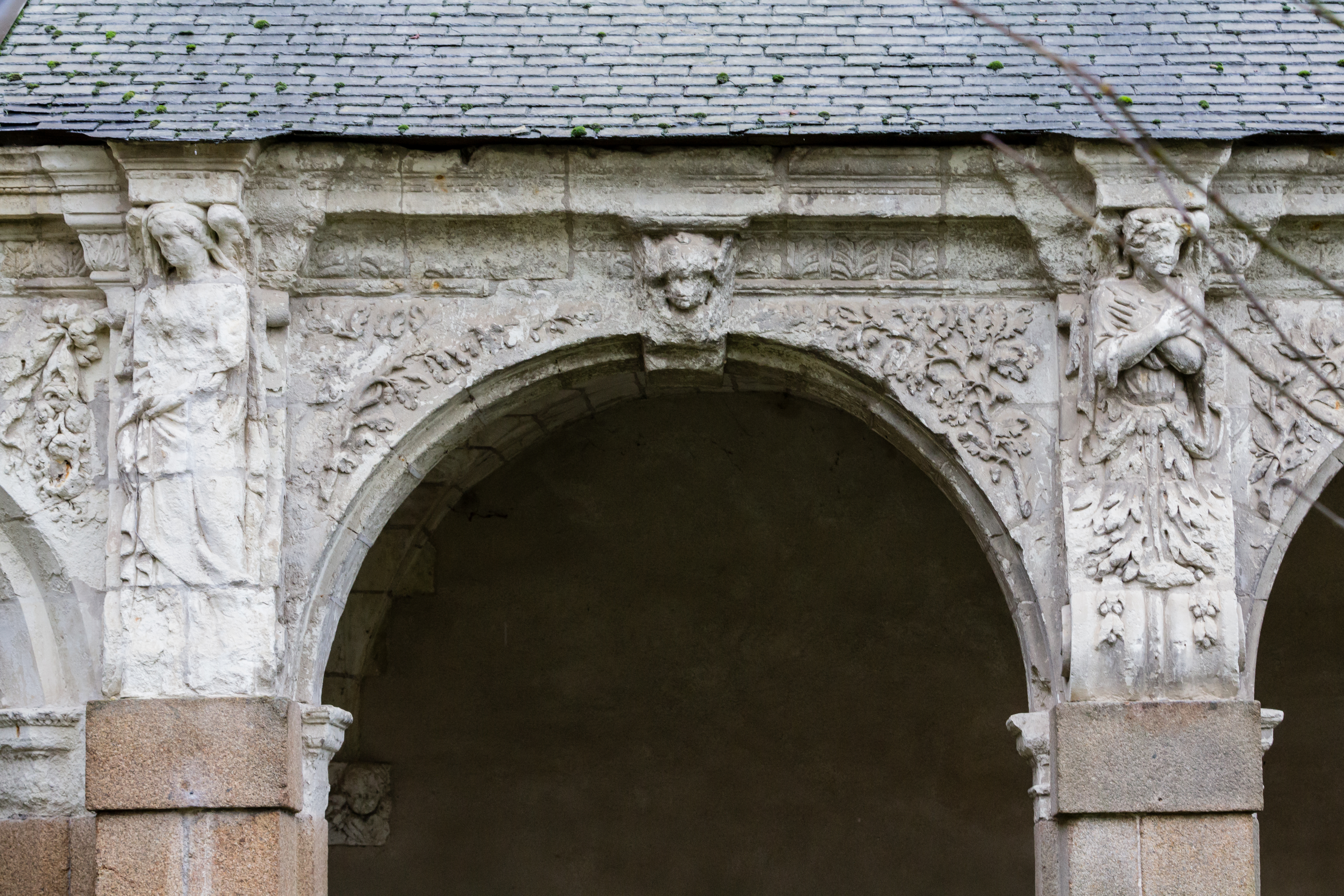
Nona arcata
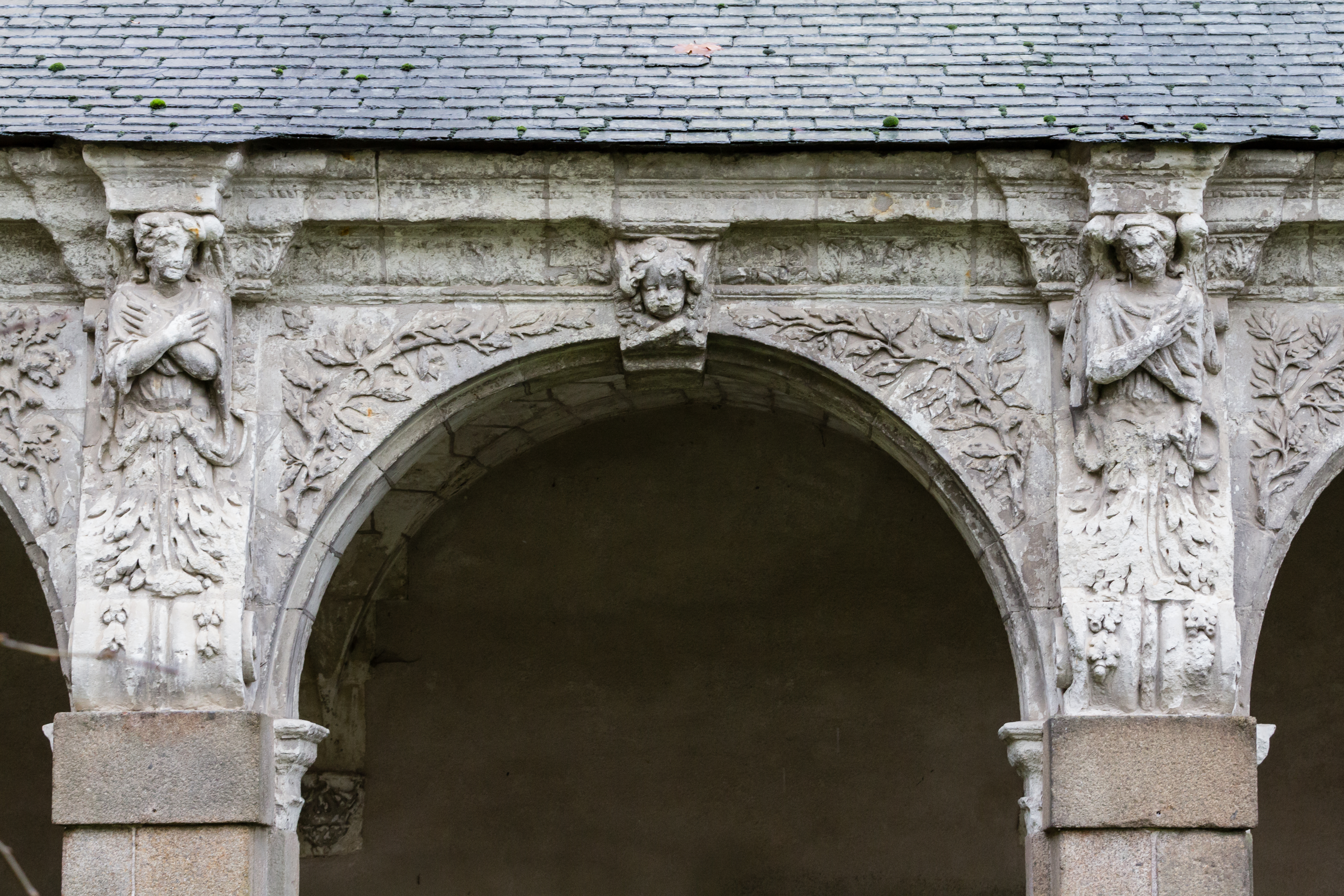
Ottava arcata
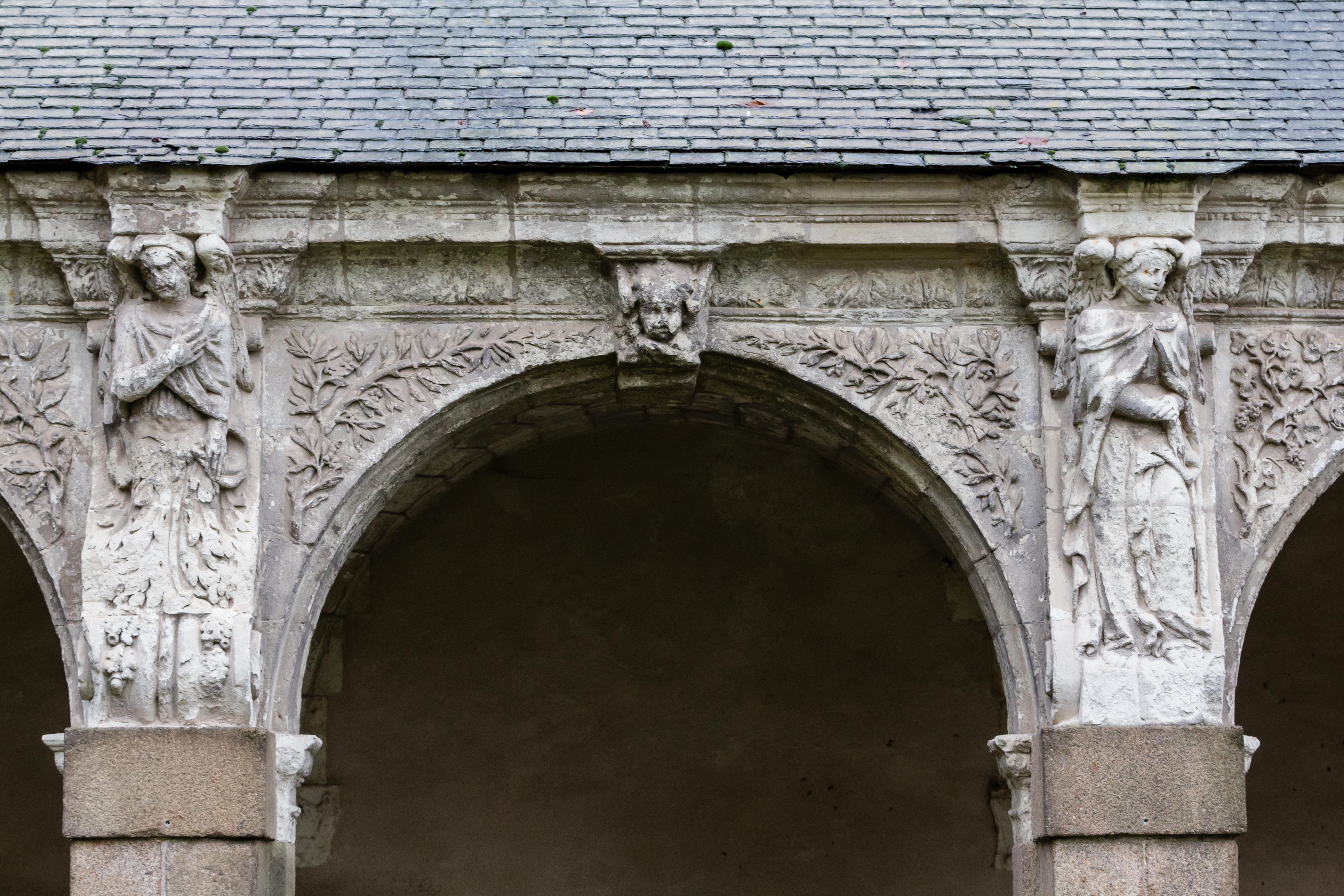
Settima arcata
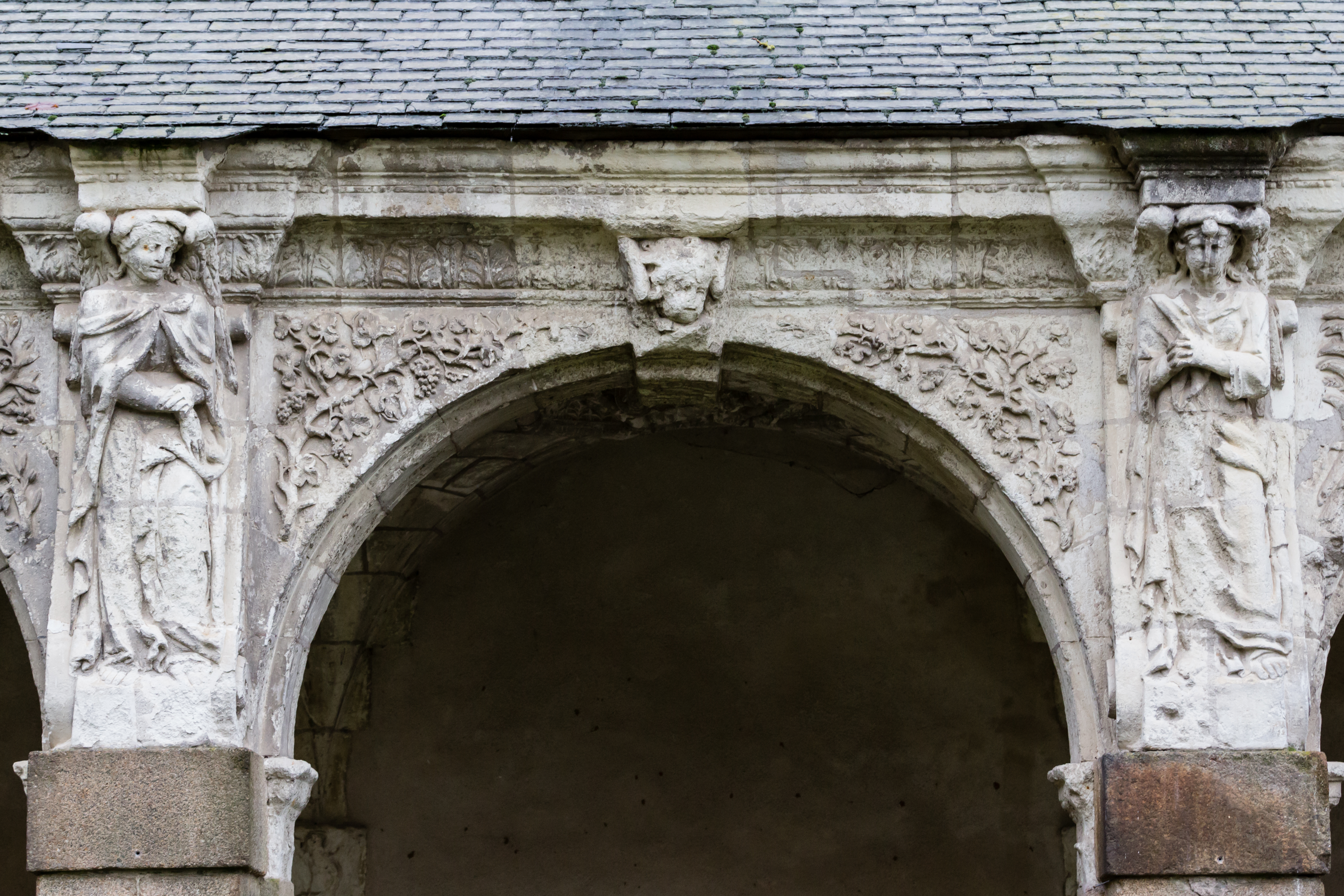
Sesta arcata
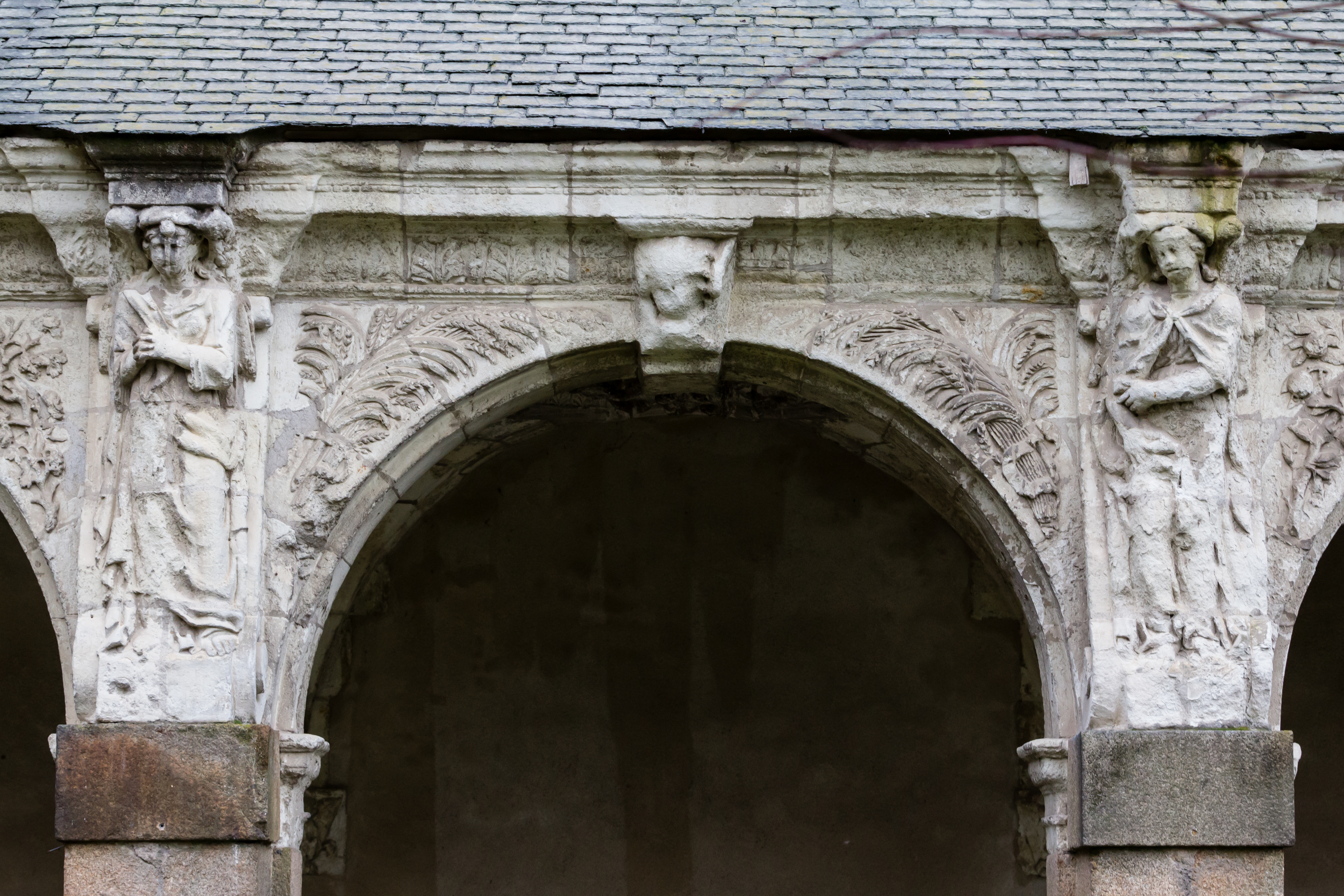
Quinta arcata
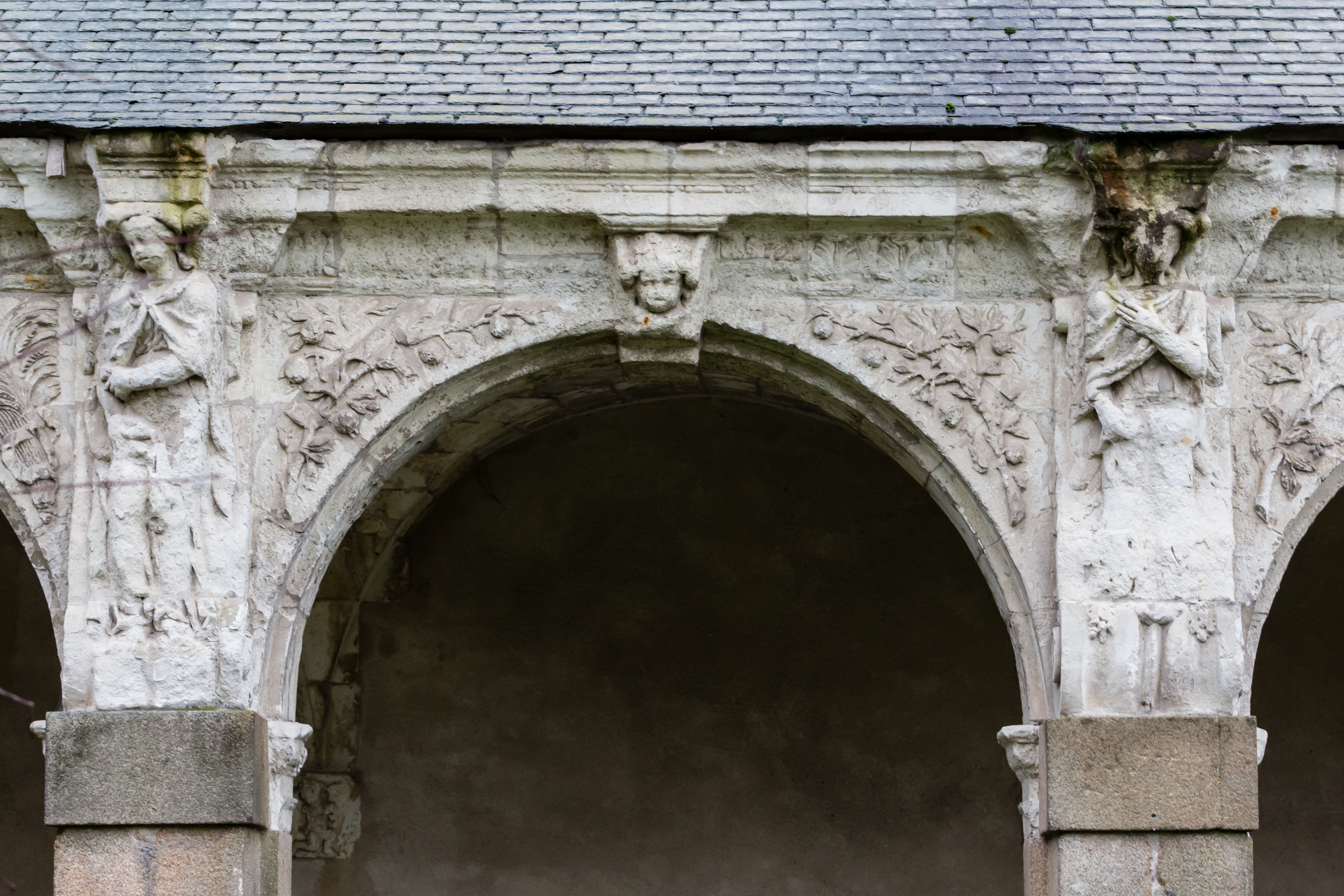
Quarta arcata
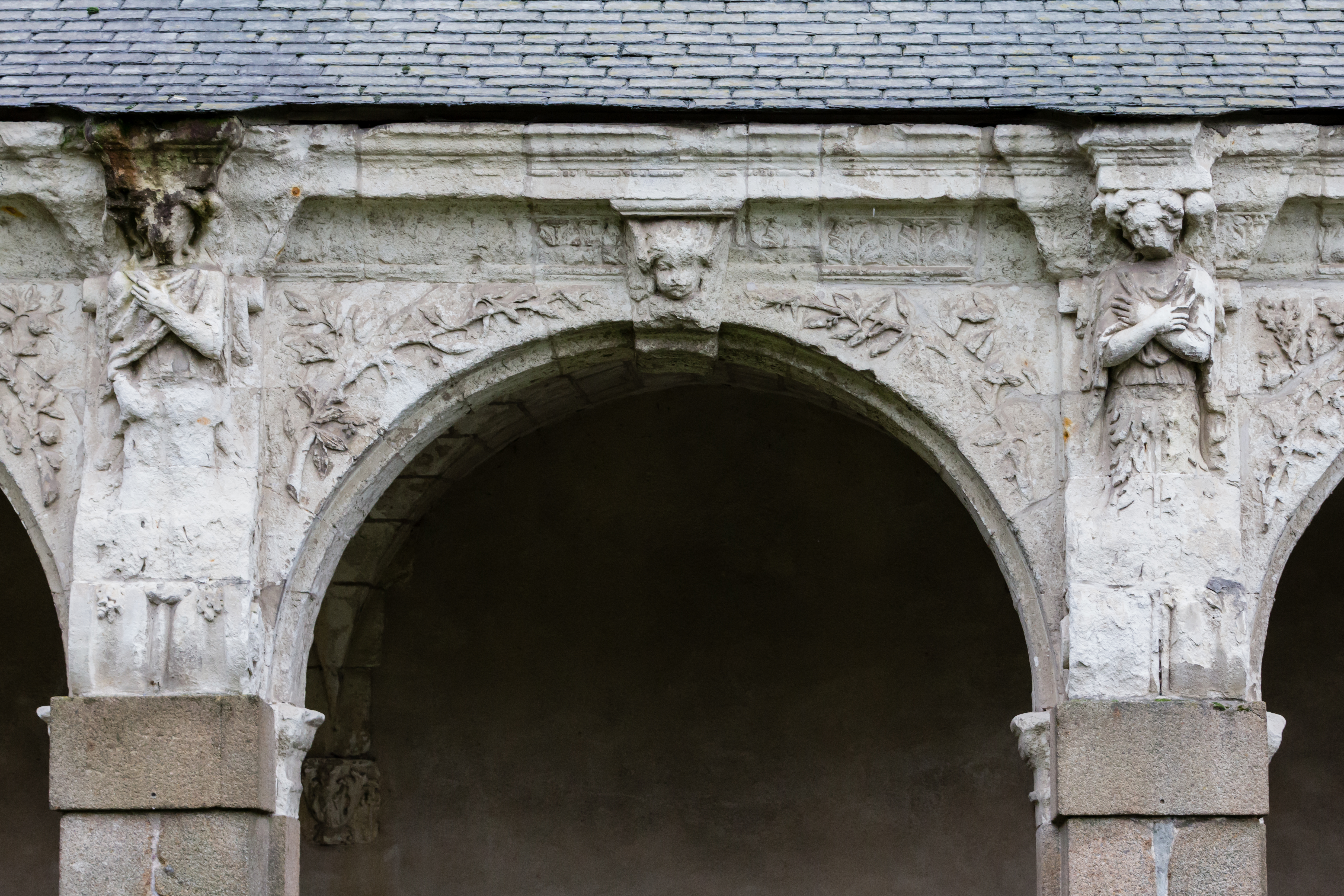
Terza arcata
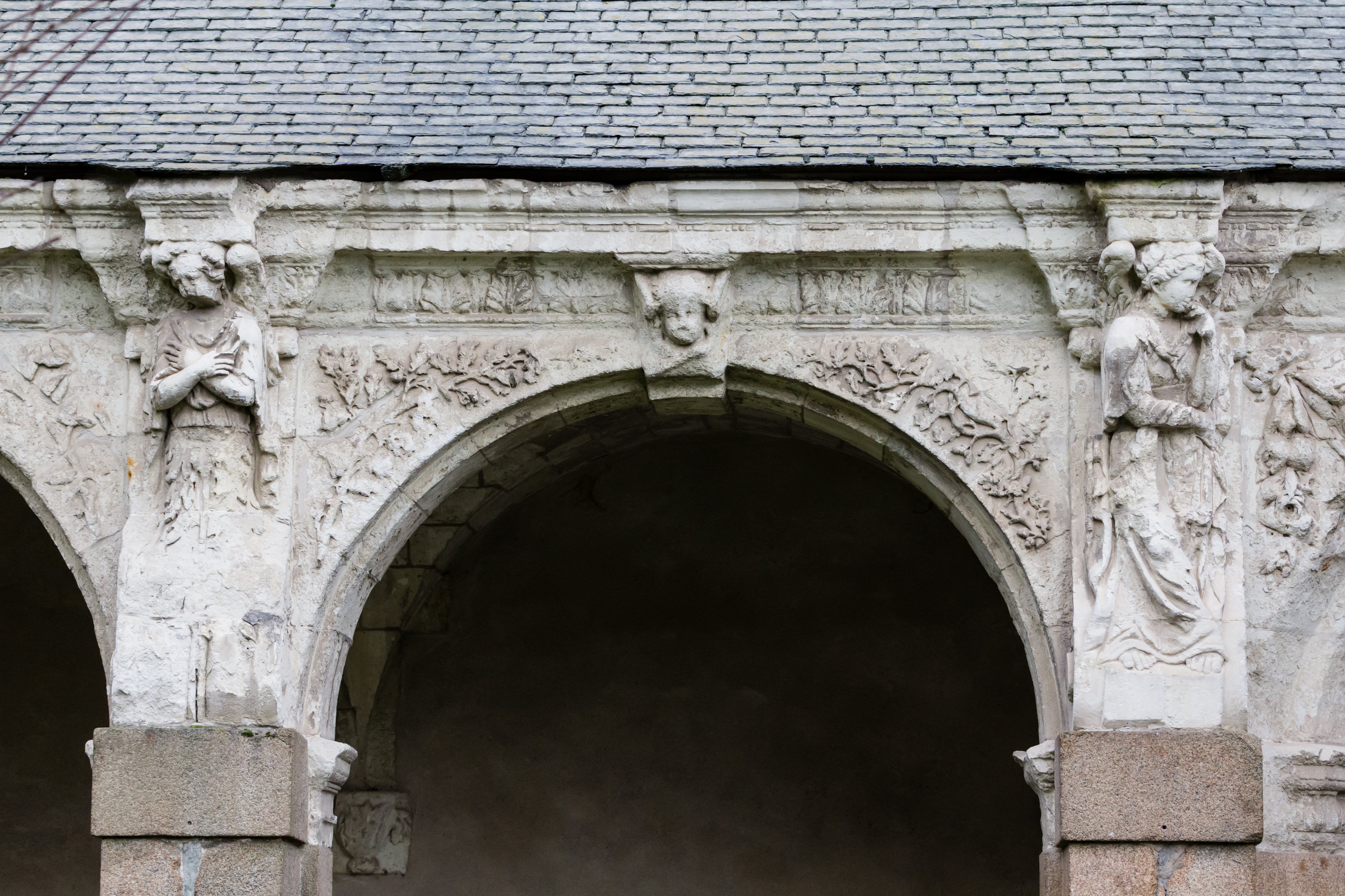
Seconda arcata
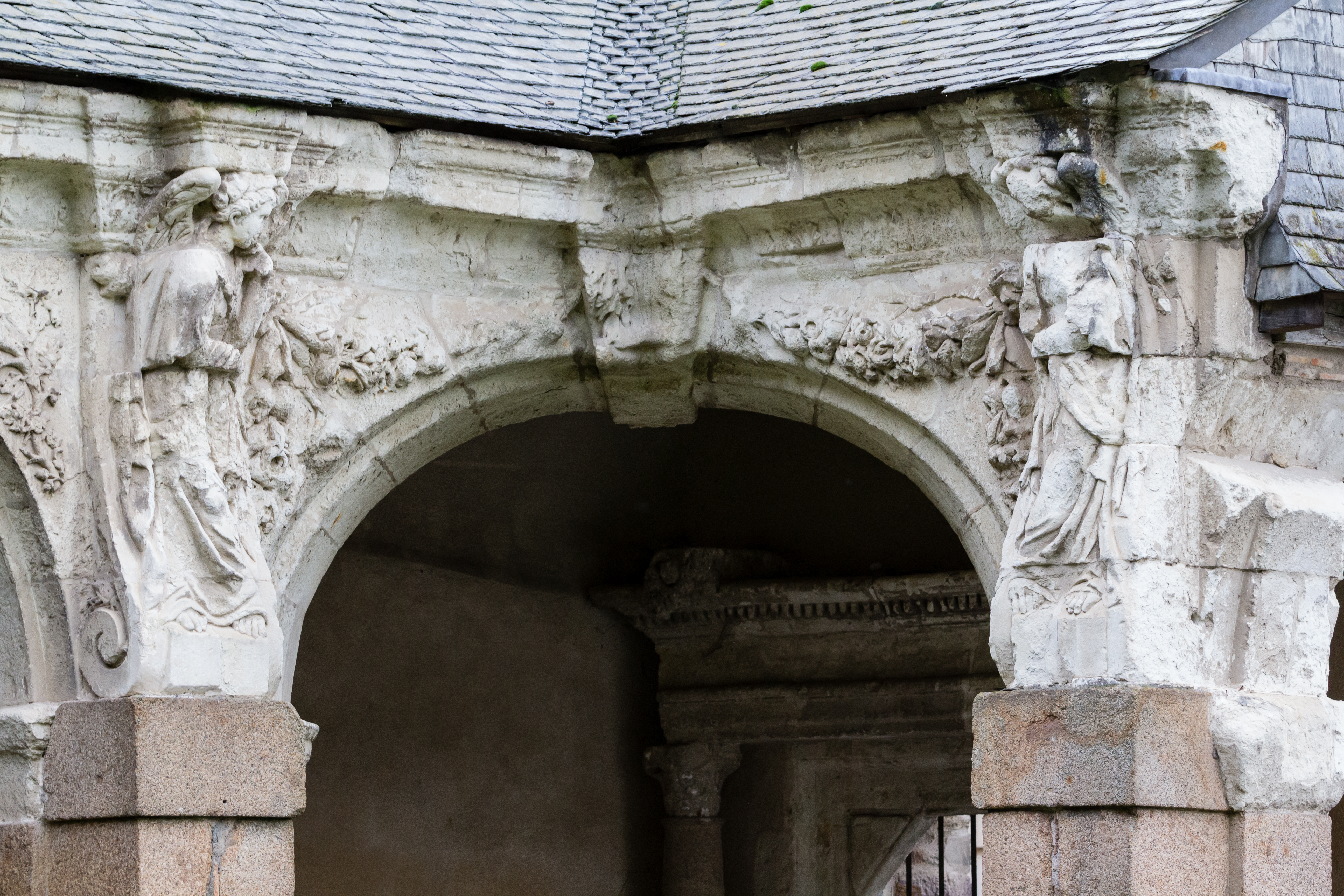
Angolo nord-ovest

## Elenco degli abati

### Abati regolari
- Herluin
- Bertulphe, verso 647/653
- Etienne I
- Ambrichon verso l'830
- Jean I, verso l'880
- Thébaud, vescovo di Rennes, verso il 990
- Gauthier, vescovo di Rennes
- Triscan, verso il 1040
- Alfred
- Jean II
- Romarin, verso il 1050
- Éven, 1058-1081, vescovo di Dol
- Gervais I, 1081-1109
- Hervé I de St Paul, 1109-1115
- Raoul Ier, 1115-1116

- Donoald, 1116-1120
- Raoul II, 1120-1126
- Hervé II, 1126-1145
- Guillaume I d'Orval, verso il 1148
- Guillaume II Ghaloppin, verso il 1161
- Guillaume III Privé, 1162-1180
- Mathelin I, Privé 1182
- Gervais II, 1182-1188
- Guillaume IV Privé, detto Fergant, 1188
- Geoffroi Ier di Noisel, 1191-1214
- Geoffroi II de Chauvigné, 1220
- Pierre de Mélesse
- Robert Ier de Tacherel
- Geoffroi III de Saint-Elect
- Mathieu I des Ruisseaux, 1240

- Alain de Montcontour, 1254-1257
- Hervé III de Launay, 1257-1272
- Guillaume V Vidois
- Etienne II Honoré,  1279-1284
- Michel Ier de Fournouil,  1299-1328
- Nicolas de Bréal,  1328-1352
- Jean III le Bart, 1357 - 1391
- Guillaume VI Glé, 1391-1398
- Jean IV Rouxel,  1398 - 1402
- Pierre II de la Morinaye,  1402 - 1422
- Mathieu II Bertrand,  1422-1448
- Mathurin I le Lyonnais, 1448-1474
- Jean V le Lyonnais,  1474-1486
- Pierre III de Foix, 1486 - 1490
- Olivier de Broon 1490-1500

### Abati commendatari
- Robert II Guibé, 1501 - 1513
- Lorenzo Pucci,  1513-1514
- Noël du Margat, 1516-1523
- François Chauveau, 1523 - 1532
- René Boursault de Montejean, 1532-1539
- Payen Le Sueur d'Ecquetot, 1549-1551
- Etienne III Martel de Bacqueville,  1551-1560

- Arthur de Cossé-Brissac,  1560-1570
- François II Le Roux,  1570-1572
- Etienne IV Le Proust, 1572-1574
- Mathurin II de Montalais,  1575-1603
- Octave de Saint-Lary de Bellegarde, 1603
- Pierre de Lyon seigneur de la Cave, 1603-1636
- Louis de Nogaret de La Valette d'Épernon, 1637-1639

- Thomas Isnard de Castello, 1639 - 1659
- Jules-Paul de Lionne,  1659-1665/70
- Jean VI d'Estrades,  1665-+1685
- Jean-François d’Estrades, 1684 - 1715
- Michel II de la Roche, 1716-1724
- Martin du Bellay ,1725-1770
- François III Bareau de Girac, 1770-1790